# Araucaria columnaris
La araucaria columnar, pino de Cook o pino de Nueva Caledonia (Araucaria columnaris) es una especie de conífera perteneciente a la familia Araucariaceae. Es endémica de Nueva Caledonia. 

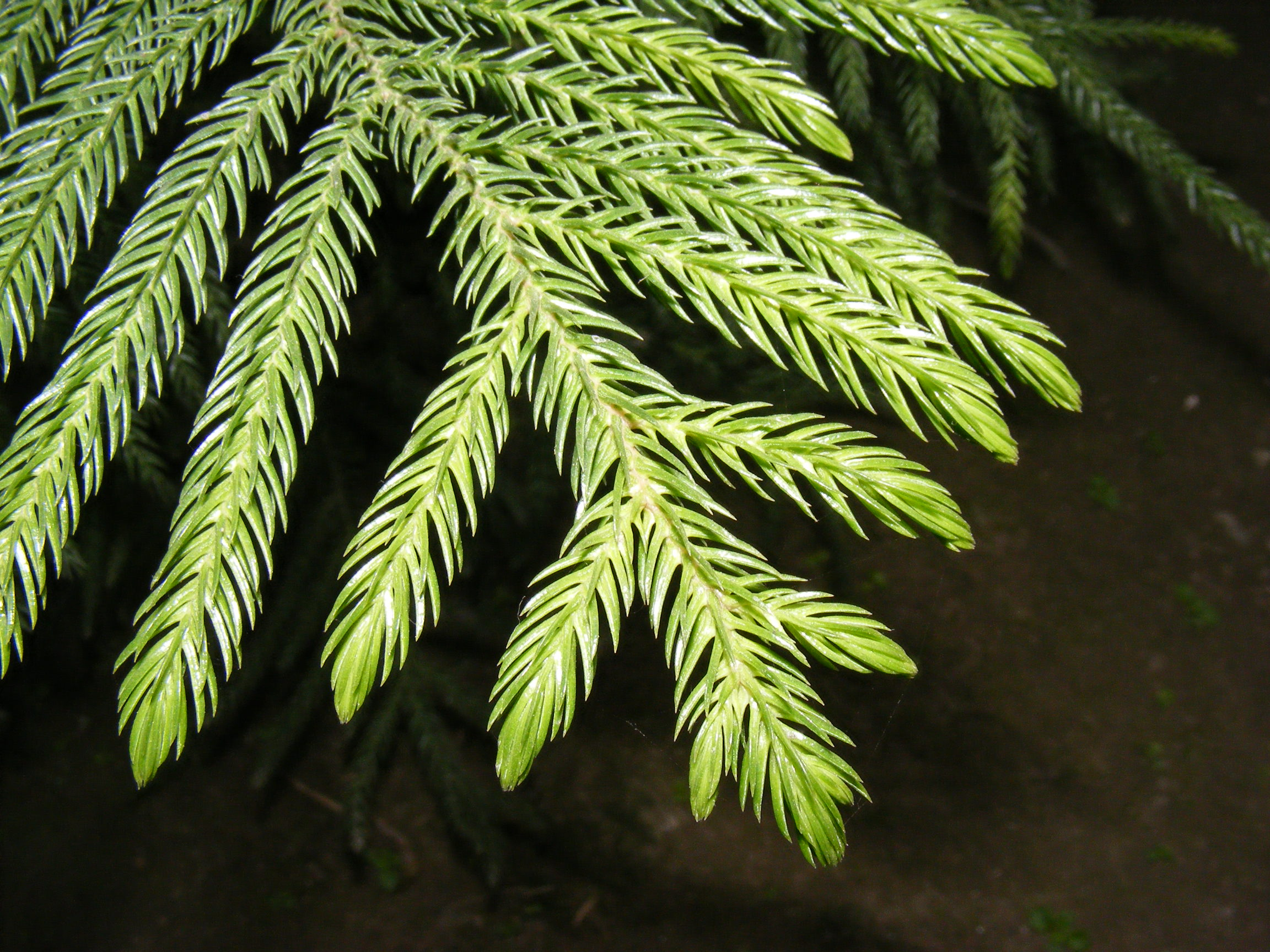
Detalle de las hojas

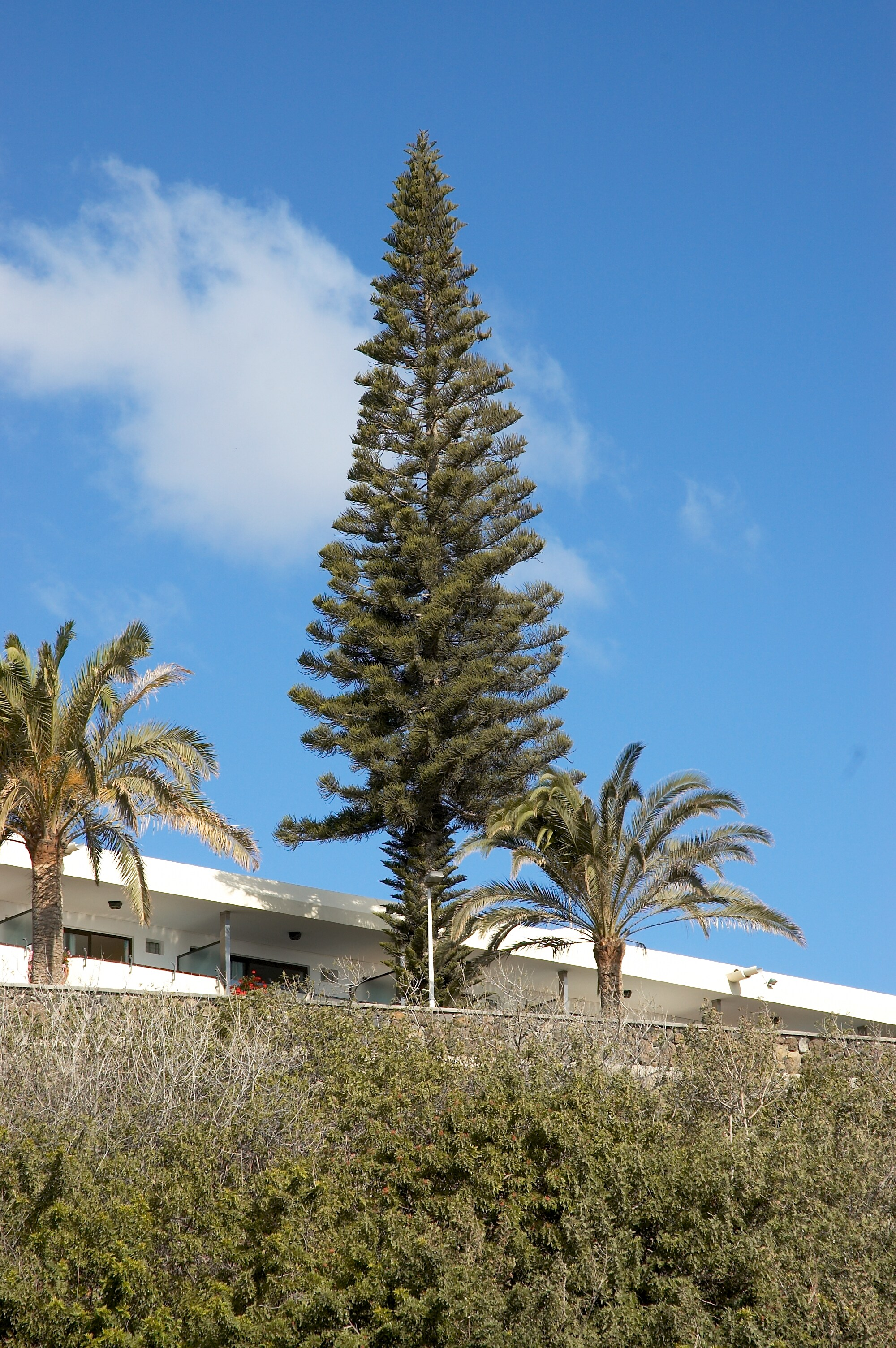
Vista de la planta

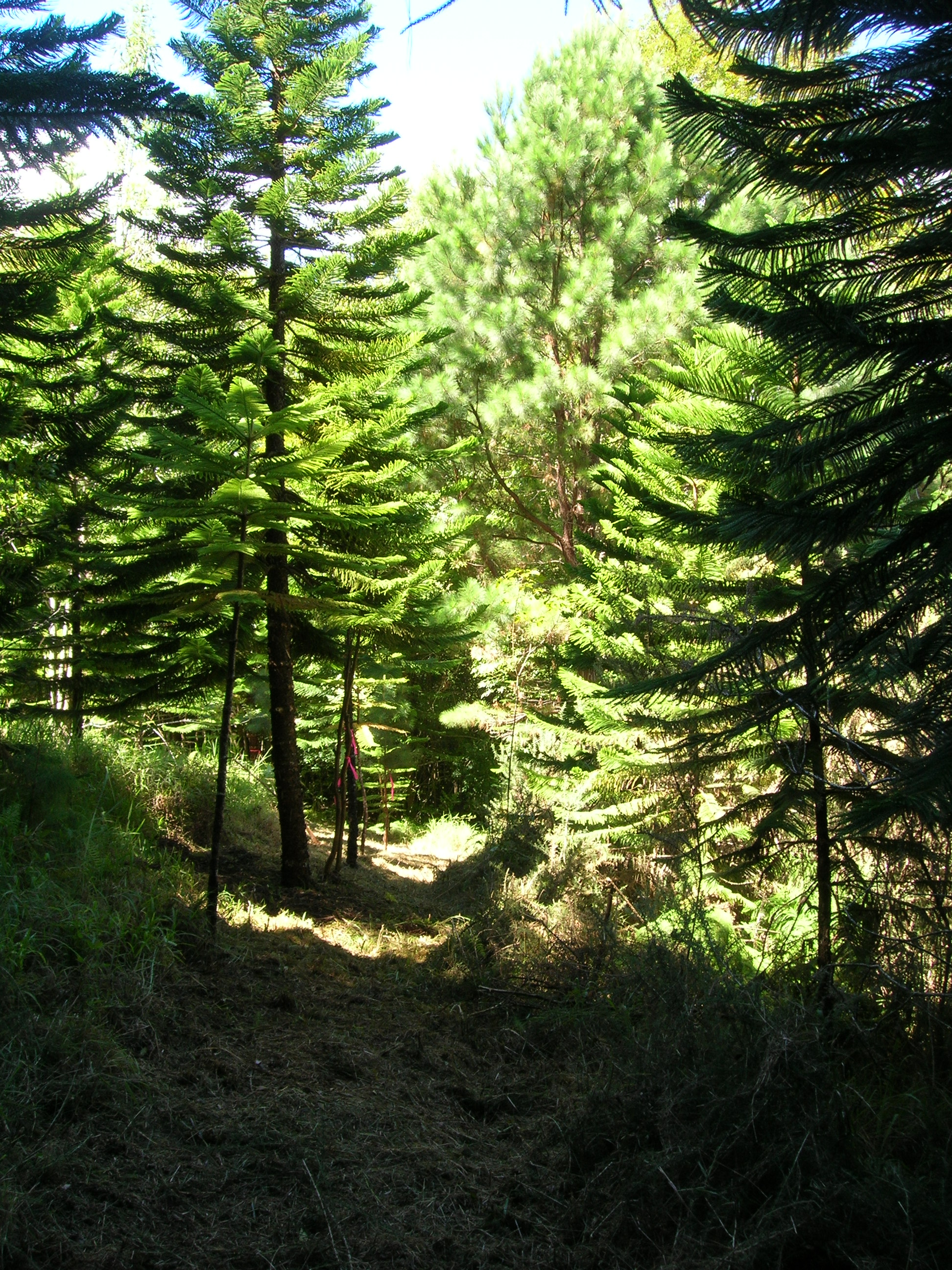
En su hábitat

## Descripción
Es un árbol característico estrechamente cónico que alcanza los 60 metros de altura.Tiene las hojas estrechas, como punzones; y conos de menos de 12 cm de diámetro; la germinación de semillas es epígea.

## Hábitat
Esta es la única especie de Araucaria en Nueva Caledonia  que crece sobre sustrato calcáreo, aunque no se limita a estos sustratos. En la Isla de Los Pinos, a menudo el sustrato es el coral. Con frecuencia se cultiva en otras zonas costeras de Nueva Caledonia.

## Planta ornamental
Araucaria columnaris es uno de los árboles más comunes utilizado como árbol ornamental que se encuentra en las calles de climas templados a cálidos. Se cultiva en jardines y paisajes públicos en Queensland, al norte de Nueva Zelanda, el sur de California, México y Hawái.

## Se orienta hacia el ecuador
El investigador Matt Ritter de la Universidad Politécnica del Estado de California en San Luis Obispo, haciendo una reseña sobre plantas, descubrió que este árbol se inclina hacia el ecuador independientemente del hemisferio en que haya crecido. Estos presentan un ángulo promedio de 8,55° respecto a la normal, hacia el norte o el sur. Hasta el momento es el único caso documentado en árboles, según Esteve Warren del Servicio Forestal Estadounidense, quien ha publicado investigaciones previas sobre este fenómeno también dado en Eulychnia breviflora y Yucca brevifolia.

## Taxonomía
Araucaria columnaris fue descrita por (G.Forst.) Hook. y publicado en Botanical Magazine 78, sub t. 4635, en el año 1852.
Etimología
Araucaria: nombre genérico geográfico que alude a su localización en Arauco.
columnaris: epíteto latíno que significa "con forma de columna".
Sinonimia
| - Araucaria cookii R.Br. ex Endl. - Araucaria excelsa (Lamb.) R.Br. - Araucaria intermedia R.Br. ex Vieill. - Columbea excelsa (Lamb.) Spreng. - Cupressus columnaris G.Forst. - Dombeya excelsa Lamb. - Eutacta cookii Carrière - Eutacta excelsa (Lamb.) Link - Eutacta humilis Carrière - Eutacta minor Carrière |